# Amon Rúdh
Amon Rúdh je gora v fantazijski mitologiji pisatelja J. R. R. Tolkiena.
Nahajala se je v Beleriandu, med Doriathom (na vzhodu), Brethilom (na severu), reko Narog (na zahodu) in Sirionskimi slapovi (na jugu). Na goljavah in po spodnjih pobočjih Amon Rûdha je raslo goščavje aeglosa; vršačeva strma, siva glava pa je bila gola, če ne štejemo rdečega seregona, ki se je krečil prek kamna. Pot do Amon Rúdha so poznali le maloškrati in kasneje Túrin s tovarišijo, saj je bilo okoli gore vse polno globeli in jam, ki so tvorile labirint.
Bil je domovanje maloškratov; kot zadnjih treh: Mîma, njegovega sina Khîma in še enega maloškrata. Ti trije nastopajo tudi v Hurinovih otrocih.
Mîm ga v tej zgodbi poimenuje tudi Bar-en-Danwedhu (Hiša odkupnine), ko je prisiljen v svoje domovanje naseliti Túrina s tovariši v zameno za svoje življenje. Med Túrinovim domovanjem ga preimenujejo še v Ehad i Sedryn (Tabor zvestih). Pradavne povesti v Doriathu in Nargothrondu pa se vzpetine spominjajo še kot Bar-en-Nibin-noeg.